# Parafia św. Gawła w Bregencji
Parafia św. Gawła w Bregencji – parafia rzymskokatolicka, administracyjnie należąca do austriackiej diecezji Feldkirch. 